# Ludwigia senegalensis
Ludwigia senegalensis là một loài thực vật có hoa trong họ Anh thảo chiều. Loài này được (DC.) Troch. mô tả khoa học đầu tiên năm 1940.